# Скрученниковые
Скрученниковые (лат. Spiranthinae)  — подтриба однодольных растений трибы Кранихисовые (Cranichideae) семейства Орхидные (Orchidaceae).

## Описание и ареал
Представители трибы  — наземные или эпифитные растения. корни мясистые, веретенообразные, обычно собраны в пучки.
Листья сидячие; у некоторых видов на стебле находится только один лист. Микотрофные роды, входящие в подтрибу, имеют вместо листьев коричневые чешуйки.
Соцветие  — колос. Тычинки параллельны оси пестика. Плод  — коробочка.
Представители подтрибы в основном обитают в Северной и Южной Америке, но также встречаются в Африке, Азии, Австралии, Европе.

## Роды
По данным NCBI подтриба включает в себя следующие роды:
- Aulosepalum Garay — Аулосепалум
- Beloglottis Schltr. — Белоглоттис
- Brachystele Schltr. — Брахистеле
- Coccineorchis Schltr.
- Cyclopogon C.Presl — Циклопогон
- Deiregyne Schltr.
- Dichromanthus Garay — Дихромантус
- Dithyridanthus Garay
- Eltroplectris Raf.
- Eurystyles Wawra
- Funkiella Schltr. — Функиелла
- Hapalorchis Schltr.
- Lankesterella Ames
- Mesadenella Pabst & Garay
- Mesadenus Schltr.
- Microthelys Garay
- Odontorrhynchus M.N.Correa
- Pelexia Poit. ex Rich. — Пелексия
- Pteroglossa Schltr.
- Sacoila Raf. — Саколия
- Sarcoglottis C.Presl
- Sauroglossum Lindl. — Сауроглоссум
- Schiedeella Schltr. — Шиеделла
- Skeptrostachys Garay
- Sotoa Salazar
- Spiranthes Rich. — Скрученник typus
- Stenorrhynchos Rich. ex Spreng.
- Svenkoeltzia Burns-Bal.
- Synanthes Burns-Bal.
- Zhukowskia Szlach. — Жуковския

## Галерея

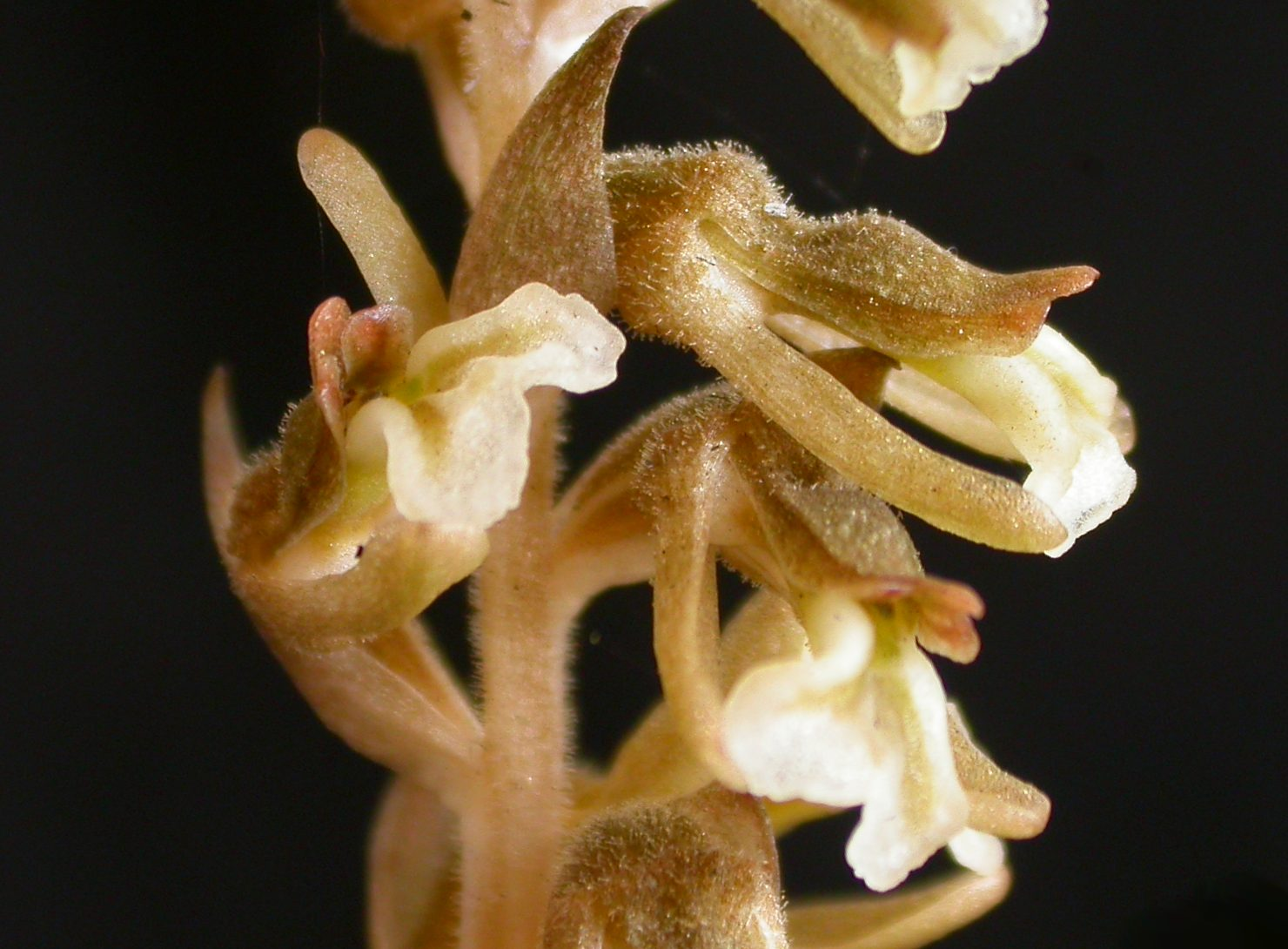
Cyclopogon elatus
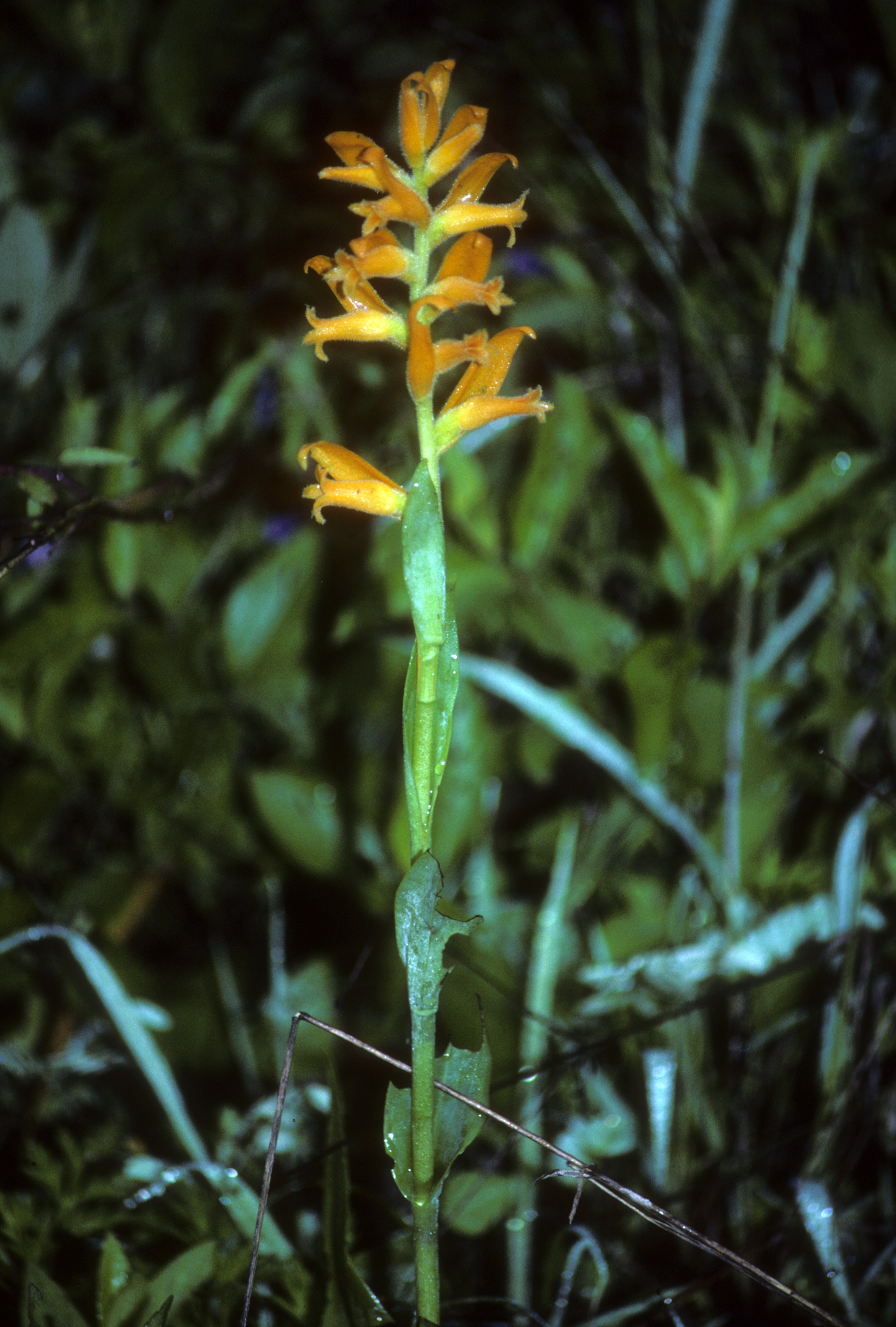
Dichromanthus aurantiacus
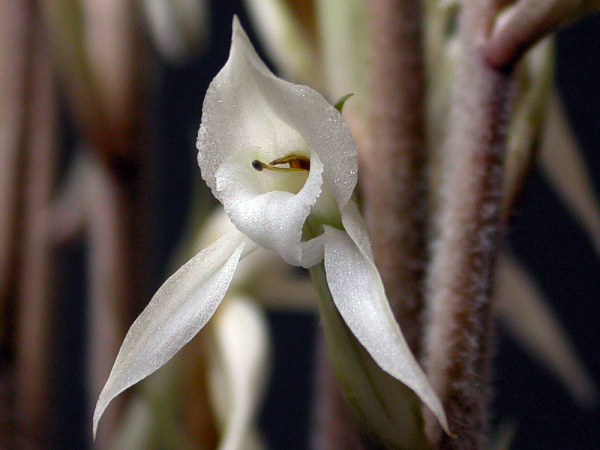
Eltroplectris schlechteriana
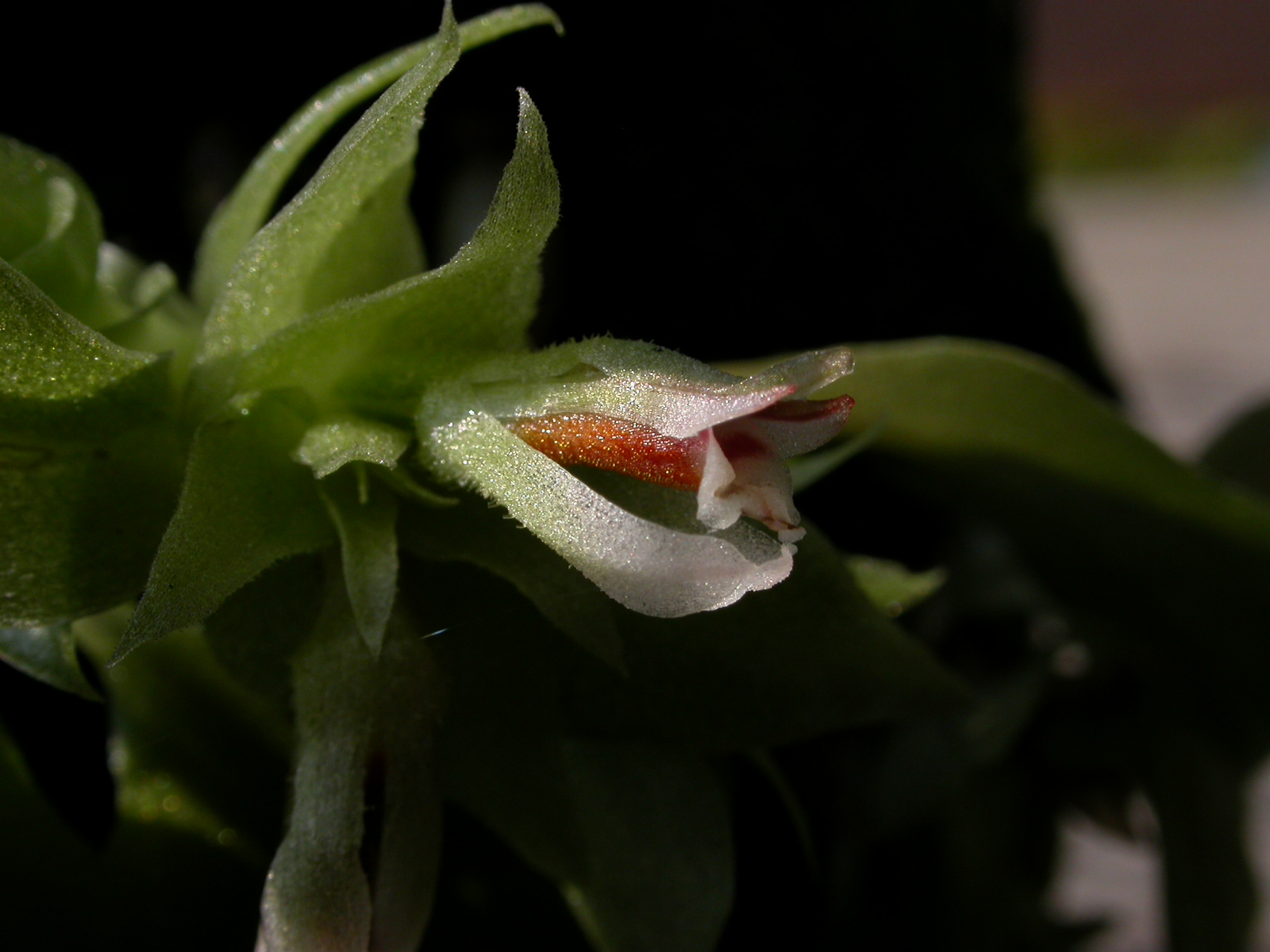
Eurystyles lorenzii
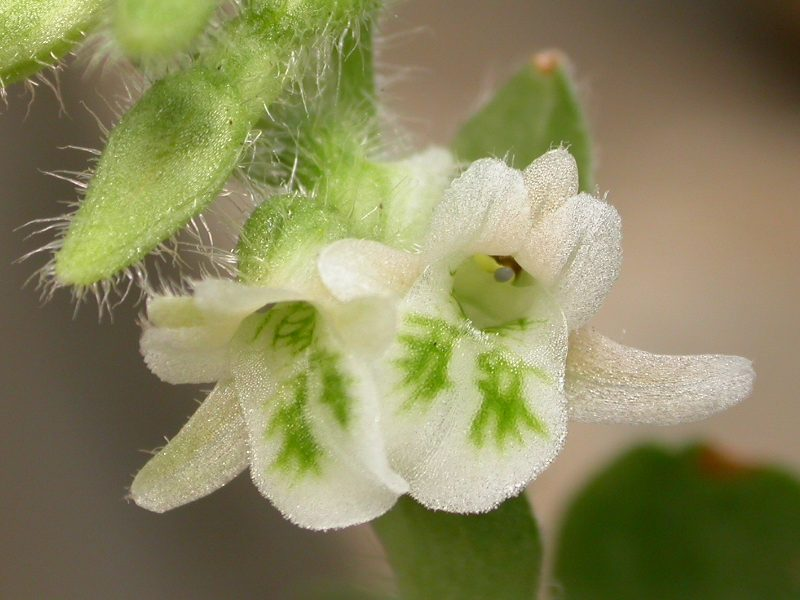
Lankesterella gnomus
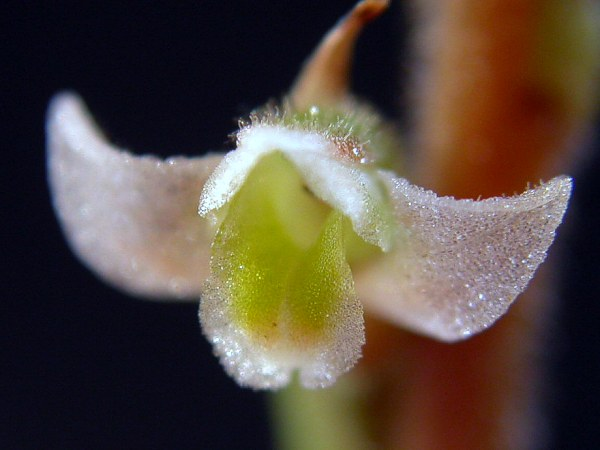
Mesadenella cuspidata
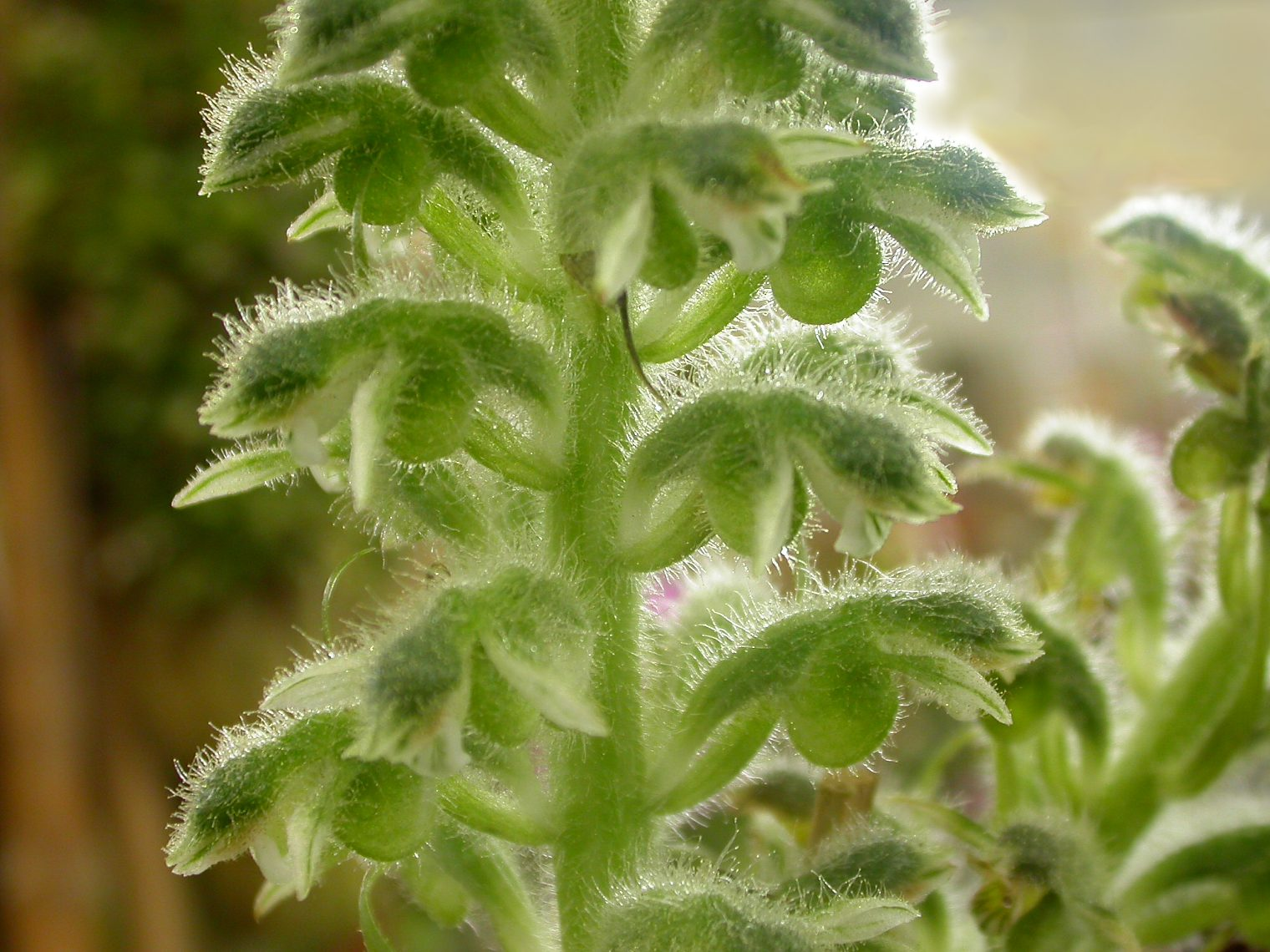
Pelexia bonariensis
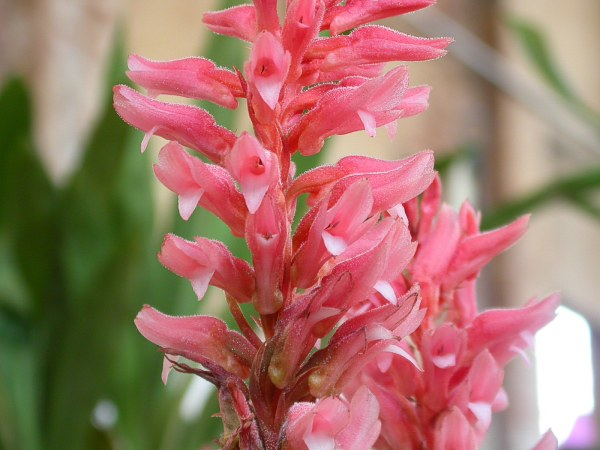
Sacoila lanceolata
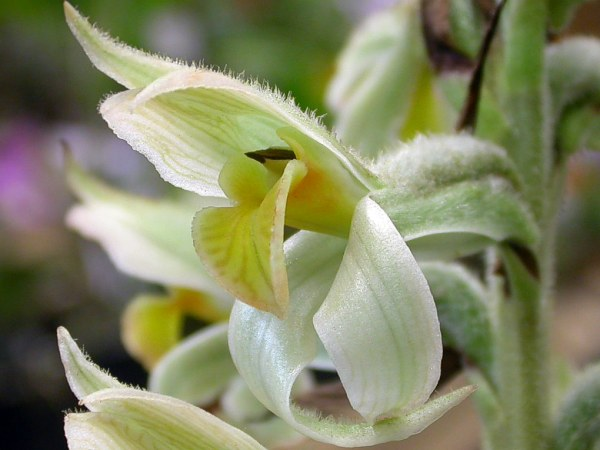
Sarcoglottis heringeri
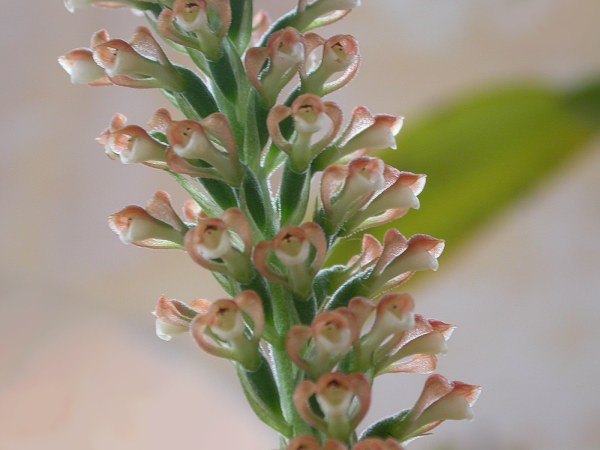
Sauroglossum nitidum
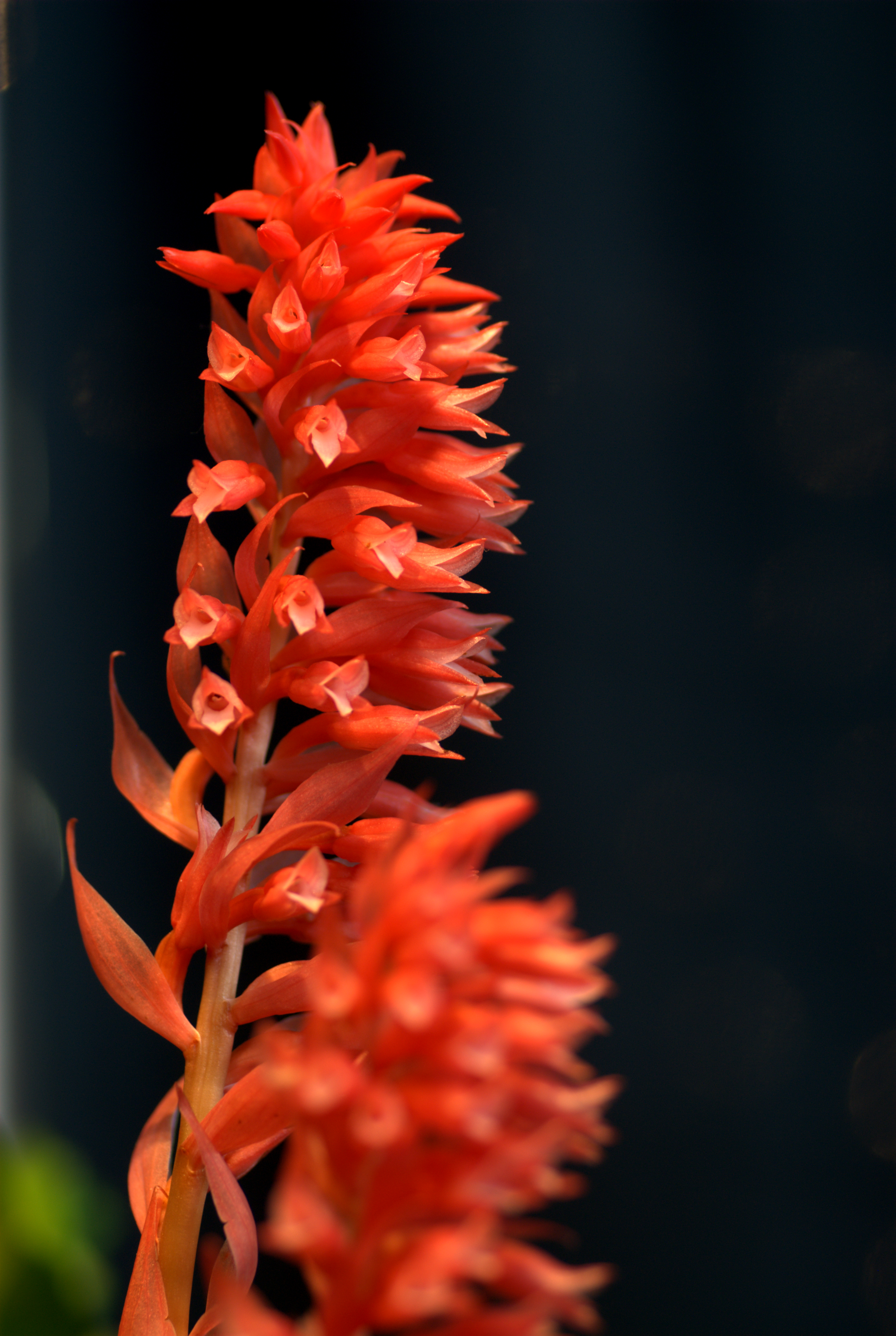
Stenorhynchus speciosa
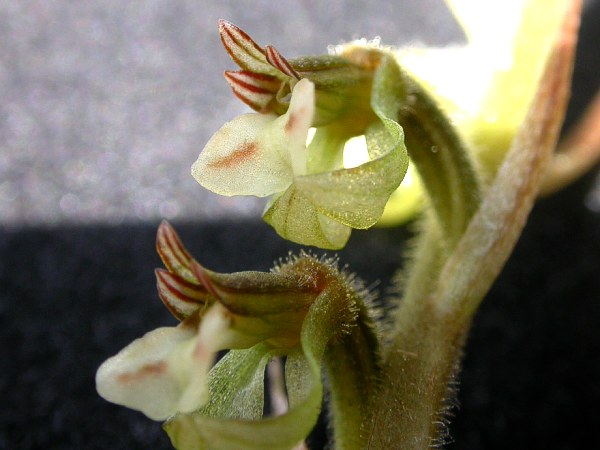
Stigmatosema polyaden